# Evangelische Kirche (Oberholzklau)

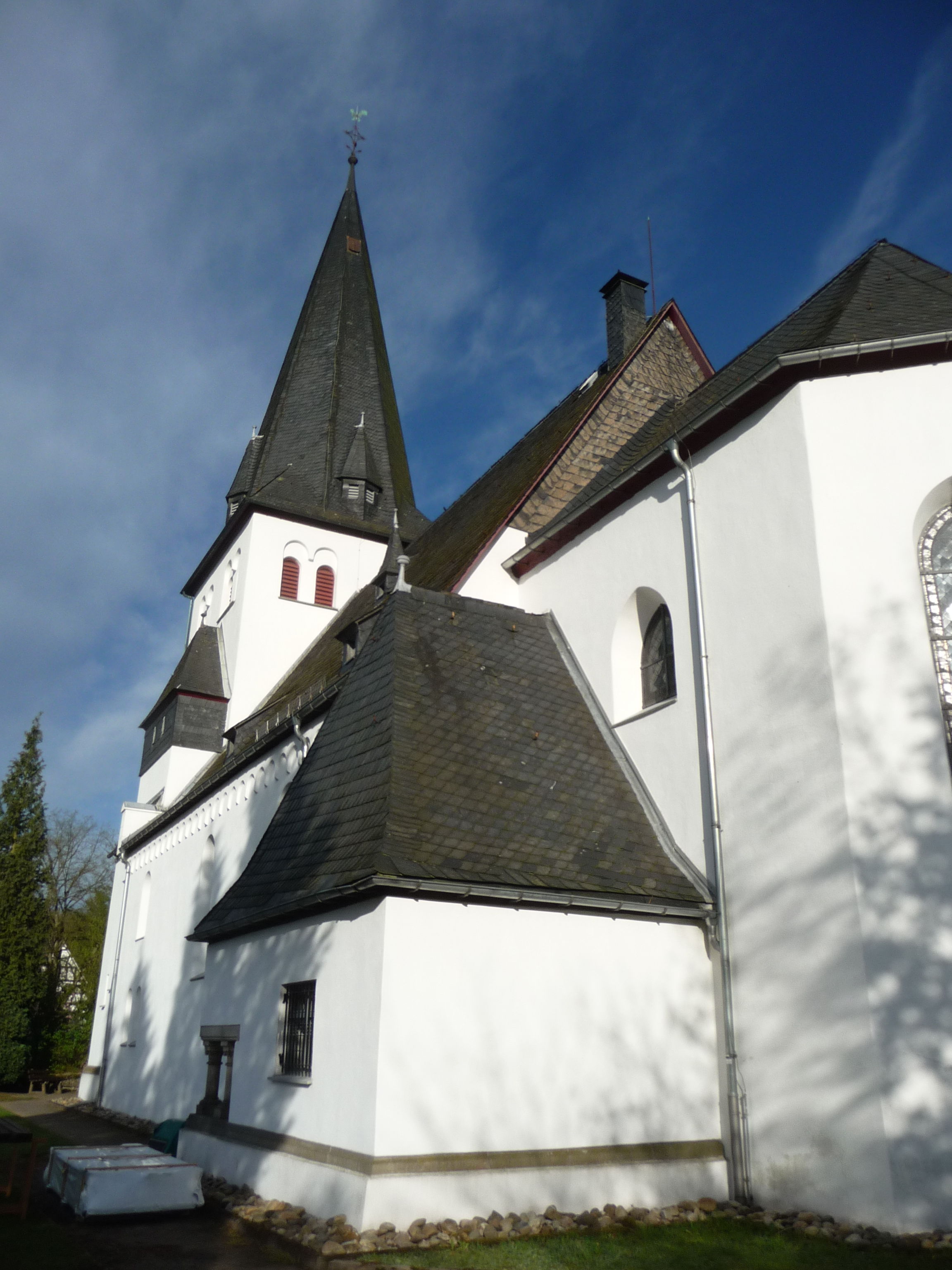
Kirche Oberholzklau (2016)

Die evangelisch-reformierte Kirche ist ein denkmalgeschütztes Kirchengebäude in Oberholzklau, einem Stadtteil von Freudenberg im Kreis Siegen-Wittgenstein in Nordrhein-Westfalen. Zusammen mit der Evangelischen Kirche Alchen gehört sie als Pfarrgemeinde dem Kirchenkreis Siegen-Wittgenstein der Evangelischen Kirche von Westfalen an.

## Geschichte und Architektur
Ein Hof mit Kapelle wurde 1147 erstmals urkundlich erwähnt, als selbständiges Kirchspiel ist Oberholzklau seit 1345 belegt, als Graf Otto II. von Nassau-Siegen das Kirchspiel Oberholzklau an den Kölner Erzbischof Walram von Jülich verkaufte, doch nahm 1360 sein Sohn Johann I., das Kirchspiel wieder in Besitz. Die ursprünglich den Heiligen Georg und Bartholomäus geweihte Kirche schloss sich mit Einführung der Reformation 1531 durch Wilhelm von Nassau-Dillenburg zunächst der lutherischen Lehre, 1578 schließlich unter Johann VI. von Nassau-Dillenburg der reformierten Lehre an.

## Architektur
Der nach der Mitte des 13. Jahrhunderts errichtete Kirchenbau schließt sich typologisch einer regionalen Sonderform der westfälischen Hallenkirche an, bei der sich die Seitenschiffsjoche zunächst über trapezförmigem Grundriss nischenartig zum Mittelschiff öffnen. In Oberholzklau wurde dieser Typus dahingehend weiterentwickelt, dass die Seitenschiffe als vollständige Joche ausgebildet wurden und der Raum durch Erhöhung des Mittelschiffs einen pseudobasilikalen Charakter annimmt. Die Raumgestaltung erfolgt durch Viereckpfeiler mit Halbsäulenvorlagen. An das Mittelschiff schließt sich ein Chorquadrat mit polygonaler Apsis an.
In den Jahren 1908 bis 1910 wurde der Kirchenbau um ein drittes Joch im Westen erweitert und ein neuer Westturm errichtet.

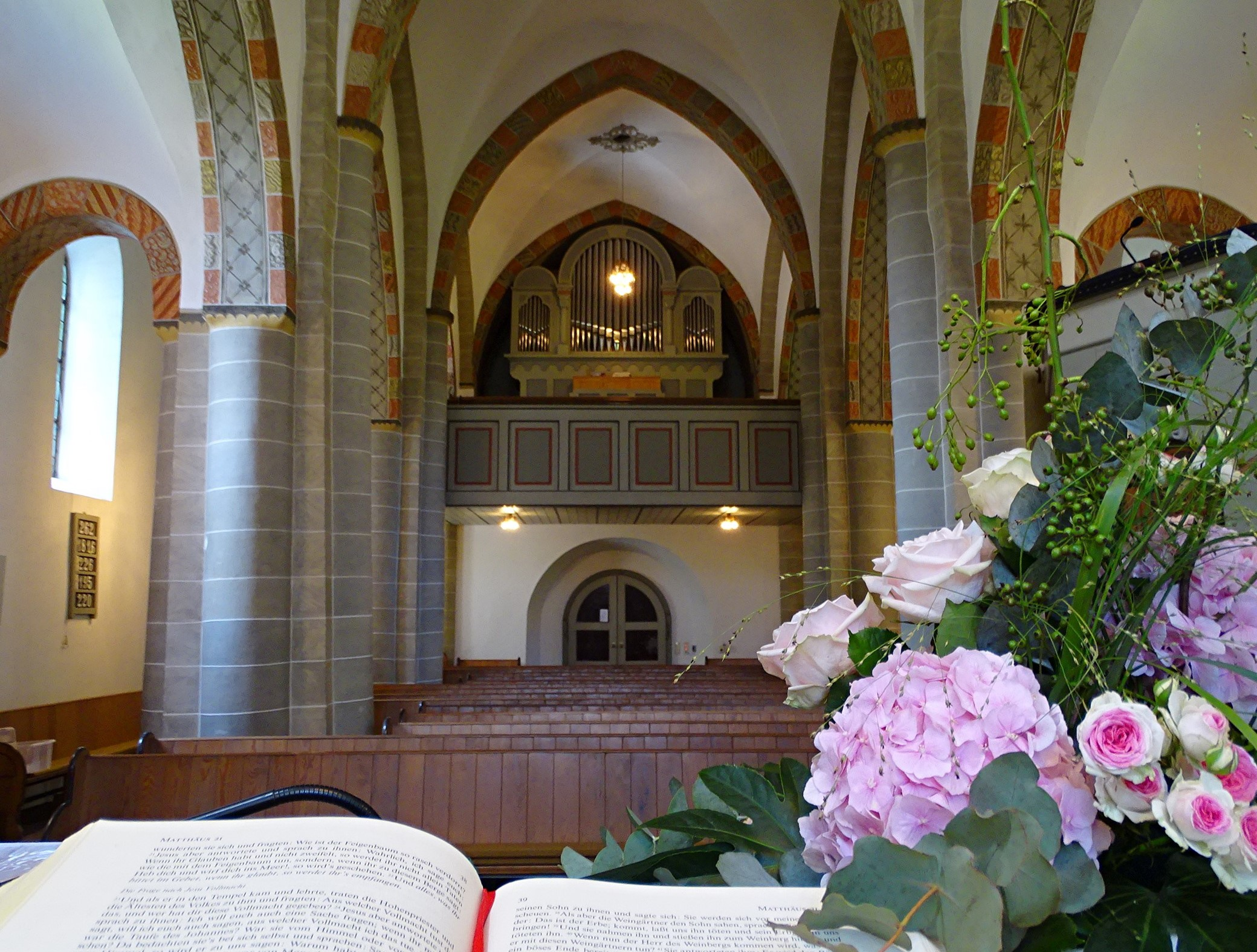
Innenraum (2017)

Ein spätromanisches Wandgemälde mit der Auferweckung des Jünglings von Nain vom ersten Viertel des 13. Jahrhunderts wurde bei Restaurierungsarbeiten stark erneuert.

### Orgel
Um 1720 erhielt die Kirche eine einmanmanualige Orgel mit kurzer Oktave und neun Registern, die 1853 einen Umbau durch den Siegener Orgelbauer Hermann Loos erfuhr. 1877/78 baute Robert Knauf aus Bleicherode eine neue Orgel mit 13 Registern auf zwei Manualen und Pedal in neuromanischem Prospekt. 1908/09 erfolgte durch den Orgelbauer Walter Stutz aus Hagen eine Versetzung der Orgel aus dem Chorraum auf die Empore im neuerrichteten Westjoch der Kirche, 1931 folgte ein weiterer Umbau durch Paul Faust in Schwelm. 1988 wurde das Instrument unter Verwendung des historischen Prospekts und einzelner Register durch Gustav Steinmann aus Vlotho ersetzt. Die Disposition dieser Orgel lautet seither:
| Manual C–g3 |           |        |
| 1.          | Principal | 8‘     |
| 2.          | Hohlflöte | 8‘     |
| 3.          | Gambe     | 8‘     |
| 4.          | Octave    | 4‘     |
| 5.          | Rohrflöte | 4‘     |
| 6.          | Nasat     | 2 ⁄3‘  |
| 7.          | Flauto    | 2‘     |
| 8.          | Terz      | 1 3⁄5‘ |
| 9.          | Mixtur IV |        |
|             | Tremulant |        |

| II. Schwellwerk C–g3 |                |       |
| 10.                  | Gedackt        | 8‘    |
| 11.                  | Doppelflöte    | 8‘    |
| 12.                  | Aeoline        | 8‘    |
| 13.                  | Flauto amabile | 4‘    |
| 13.                  | Octave         | 2‘    |
| 14.                  | Quinte         | 1 ⁄3‘ |
| 15.                  | Rohr-Schalmey  | 8‘    |
|                      | Tremulant      |       |

| Pedal C–f1 |                   |     |
| 16.        | Subbaß            | 16‘ |
| 17.        | Oktave            | 08‘ |
| 18.        | Choralbass        | 04‘ |
| 19.        | Holzbecherposaune | 16‘ |

- Koppeln: II/I, I/P, II/P